# Tony Norman
Tony Norman est un guitariste de death metal américain connu pour avoir joué avec le groupe Monstrosity de 1999 jusqu'en 2005 et en live avec Morbid Angel de 2003 à 2006. Il a aussi fait partie dernièrement de Terrorizer de 2005 à 2011.